# Eric Swiss
Eric Swiss est un acteur de films pornographiques. En 2010, son rôle dans Not Married With Children XX (de) lui a valu l'AVN Award du meilleur acteur (Best Actor) et le XRCO Award de la meilleure performance individuelle (Single Performance, Actor),.

## Récompenses
Deux en 2010 : 
- AVN Award du meilleur acteur (Best Actor) pour Not Married With Children XX (de).
- XRCO Award Single Performance - Actor pour Not Married With Children XX (de).

### Nominations
- 2010 : 
  - AVN Award de la scène de sexe la plus scandaleuse (Most Outrageous Sex Scene) pour MILFs Wide Open (avec Brittany Blaze) ;
  - AVN Award de l'acteur sous-estimé de l'année (Unsung Male Performer of the Year).
- 2009 : 
  - AVN Award de la meilleure scène de sexe de groupe (Best Group Sex Scene) pour Roller Dollz (avec Eva Angelina, Mickey Butders, Sunny Lane, Bree Olson, Ava Rose) ;
  - AVN Award du meilleur débutant (Best Male Newcomer) ;
  - AVN Award de la scène de sexe la plus scandaleuse (Most Outrageous Sex Scene) pour Texas Vibrator Massacre (avec Ruby Knox et Daisy Tanks) ;
  - XRCO Award Best New Stud.

## Filmographie sélective
- 2010 : Not Married With Children XX 2.
- 2009 : 
  - Not Married With Children XX (de) ;
  - MILFs Wide Open (comme Swiss Balls).
- 2008 : Roller Dollz.